# Zelenograd
Zelenograd (Russisch: Зеленоград, Zelenograd; "Groene stad") is een bestuurlijk district (okroeg) onder jurisdictie van de Russische stad Moskou, waarvan het 37 kilometer is verwijderd. Tot 1991 was Zelenograd officieel een gesloten stad.

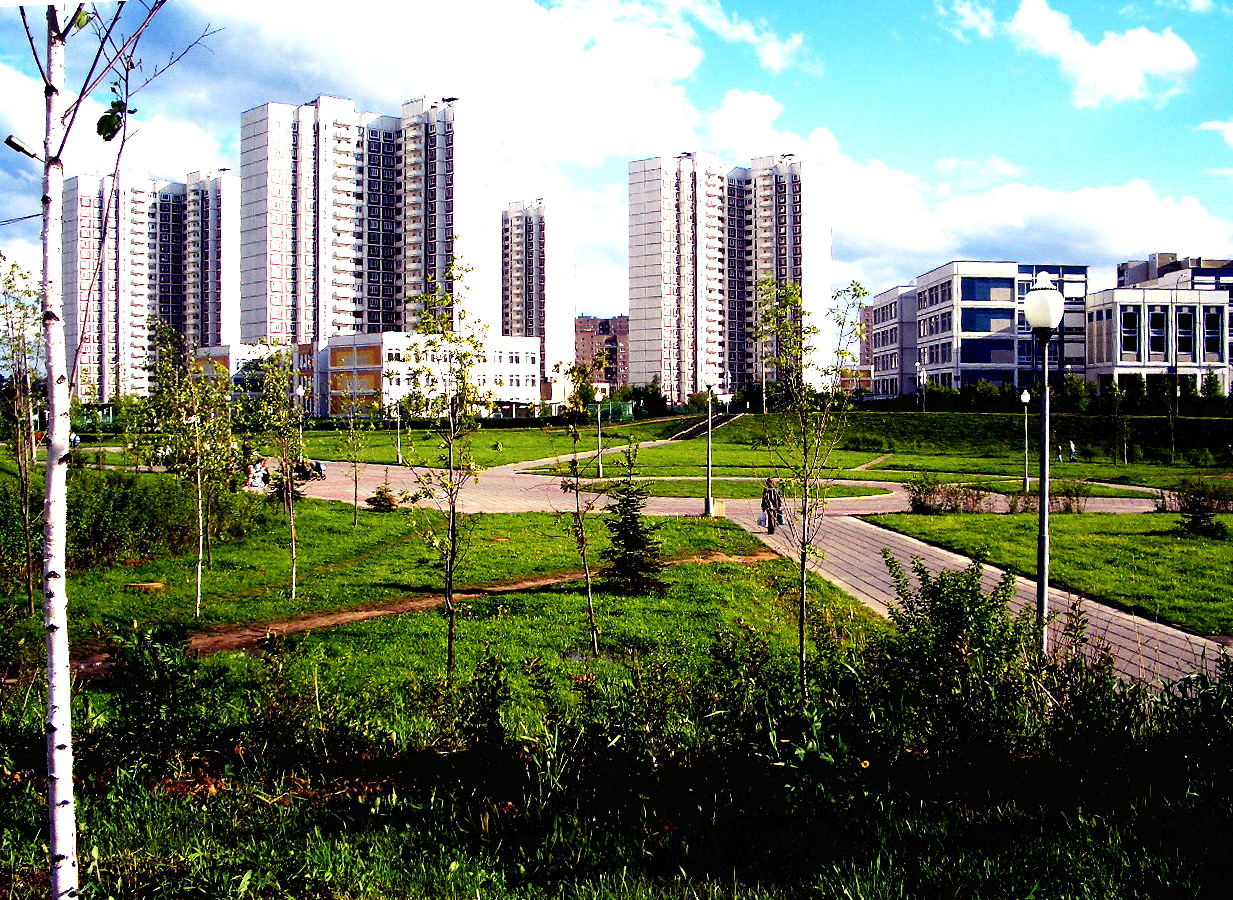
16e microdistrict Krjoekovo van Zelenograd

Zelenograd is gebouwd in 1958 als een reflectie van de Amerikaanse Silicon Valley. In de Sovjet-Unie was het een van de invloedrijkste centra van elektronica, micro-elektronica en van de computerindustrie. Het speelt nog steeds een vergelijkbare rol in het moderne Rusland.
De naam "groene stad" heeft de stad te danken aan het feit dat deze gebouwd is tussen de bossen, waardoor er veel groen aanwezig is.
Zelenograd is onderdeel van het bestuurlijk district Zelenogradski, onderdeel van de bestuurlijke indeling van Moskou en wordt bewoond door veel mensen die in Moskou werken of studeren.